# Ramiro Garcés di Viguera

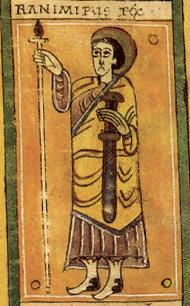
Ramiro Garcés di Viguera

Ramiro Garcés di Navarra (prima del 943 – 8 luglio 981) fu un principe di Navarra e primo re di Viguera dal 970 alla sua morte nel 981.

## Biografia
Era figlio del re García I Sánchez di Navarra e della seconda moglie Teresa di León, figlia del re Ramiro II di León.
Sua madre si adoperò, ma senza successo, per fare in modo che ad ereditare la corona di Navarra fosse il proprio figlio Ramiro e non il primogenito di García I e della prima moglie Andregoto Galíndez, ripudiata anni prima. García trovò tuttavia un compromesso e creò per il secondo figlio maschio il titolo di re di Viguera: si trattava di un sub-regno vassallo della Navarra.
Nel 970, alla morte di García I, divenne re di Navarra il fratellastro di Ramiro Sancho II.
Nel 975 Ramiro provò ad invadere il vicino territorio musulmano ma venne sconfitto il 6 luglio nella battaglia di Estercuel.
Ramiro morì nella battaglia di Torrevicente nel 981, dove combatté accanto al conte di Castiglia García Fernández e ai ribelli di Cordova contro Almanzor.
Ebbe due figli che divennero entrambi re di Viguera:
- Sancho;
- García.

## Ascendenza
|                             |                   |                           | Genitori              |  |  | Nonni |  |  | Bisnonni          |  |  | Trisnonni       |  |
|                             |                   |                           |                       |  |  |       |  |  | García II Jiménez |  |  | Jimeno I Garcés |  |
|                             |                   |                           |                       |  |  |       |  |  | García II Jiménez |  |  | Jimeno I Garcés |  |
|                             |                   | …                         |                       |  |  |       |  |  | García II Jiménez |  |  |                 |  |
| Sancho I Garcés di Navarra  |                   |                           |                       |  |  |       |  |  | García II Jiménez |  |  |                 |  |
|                             |                   | Dadildis di Pallars       | …                     |  |  |       |  |  |                   |  |  |                 |  |
|                             |                   | Dadildis di Pallars       | …                     |  |  |       |  |  |                   |  |  |                 |  |
|                             |                   | Dadildis di Pallars       | …                     |  |  |       |  |  |                   |  |  |                 |  |
| García I Sánchez di Navarra |                   | Dadildis di Pallars       |                       |  |  |       |  |  |                   |  |  |                 |  |
|                             |                   | Aznar Sánchez             | Sancho Garcés         |  |  |       |  |  |                   |  |  |                 |  |
|                             |                   | Aznar Sánchez             | Sancho Garcés         |  |  |       |  |  |                   |  |  |                 |  |
|                             |                   | Aznar Sánchez             | …                     |  |  |       |  |  |                   |  |  |                 |  |
| Toda di Navarra             |                   | Aznar Sánchez             |                       |  |  |       |  |  |                   |  |  |                 |  |
|                             |                   | Onneca Fortúnez           | Fortunato Garcés      |  |  |       |  |  |                   |  |  |                 |  |
|                             |                   | Onneca Fortúnez           | Fortunato Garcés      |  |  |       |  |  |                   |  |  |                 |  |
|                             |                   | Onneca Fortúnez           | …                     |  |  |       |  |  |                   |  |  |                 |  |
| Ramiro Garcés di Viguera    |                   | Onneca Fortúnez           |                       |  |  |       |  |  |                   |  |  |                 |  |
|                             | Ordoño II di León | Alfonso III delle Asturie |                       |  |  |       |  |  |                   |  |  |                 |  |
|                             | Ordoño II di León | Alfonso III delle Asturie |                       |  |  |       |  |  |                   |  |  |                 |  |
|                             | Ordoño II di León | Jimena di Pamplona        |                       |  |  |       |  |  |                   |  |  |                 |  |
| Ramiro II di León           | Ordoño II di León |                           |                       |  |  |       |  |  |                   |  |  |                 |  |
|                             |                   | Elvira Menéndez           | Ermenegildo Gutierrez |  |  |       |  |  |                   |  |  |                 |  |
|                             |                   | Elvira Menéndez           | Ermenegildo Gutierrez |  |  |       |  |  |                   |  |  |                 |  |
|                             |                   | Elvira Menéndez           | Ermessinda Gatonez    |  |  |       |  |  |                   |  |  |                 |  |
| Teresa di León di Navarra   |                   | Elvira Menéndez           |                       |  |  |       |  |  |                   |  |  |                 |  |
|                             |                   | Gutier Osóriz             | …                     |  |  |       |  |  |                   |  |  |                 |  |
|                             |                   | Gutier Osóriz             | …                     |  |  |       |  |  |                   |  |  |                 |  |
|                             |                   | Gutier Osóriz             | …                     |  |  |       |  |  |                   |  |  |                 |  |
| Adosinda Gutiérrez          |                   | Gutier Osóriz             |                       |  |  |       |  |  |                   |  |  |                 |  |
|                             |                   | Ildoncia Menéndez         | …                     |  |  |       |  |  |                   |  |  |                 |  |
|                             |                   | Ildoncia Menéndez         | …                     |  |  |       |  |  |                   |  |  |                 |  |
|                             |                   | Ildoncia Menéndez         | …                     |  |  |       |  |  |                   |  |  |                 |  |
|                             |                   | Ildoncia Menéndez         |                       |  |  |       |  |  |                   |  |  |                 |  |